# Giải Oscar lần thứ 93
Lễ trao giải Oscar lần thứ 93 của Viện Hàn lâm Khoa học và Nghệ thuật Điện ảnh (AMPAS) nhằm tôn vinh những tác phẩm điện ảnh xuất sắc nhất năm 2020 và đầu năm 2021, diễn ra tại cả Nhà hát Dolby ở Hollywood và Nhà ga Liên hiệp ở Los Angeles, California vào ngày 25 tháng 4 năm 2021.
Tại lễ trao giải, Nomadland giành ba hạng mục, kể cả Phim hay nhất. Một số phim giành giải khác gồm có The Father, Judas and the Black Messiah, Điệu blues của Ma Rainey, Mank, Cuộc sống nhiệm màu, và Sound of Metal với hai giải mỗi phim. Đây là lần đầu tiên kể từ Giải Oscar lần thứ 78 năm 2006 mà không phim nào giành nhiều hơn ba hạng mục.

## Bối cảnh
Viện Hàn lâm tuyên bố vào tháng 6 năm 2020 sẽ hoãn lễ trao giải từ ngày 28 tháng 2 đến ngày 25 tháng 2 năm 2021, do đó gia hạn thời gian cho phim ra mắt đến ngày 28 tháng 2 năm 2021. Tiểu chuẩn phim hội đủ điều kiện đã được sửa đổi để cho phép phim dự định phát hành ra rạp nhưng rốt cuộc phải phát hành trực tiếp trên các dịch vụ streaming trực tuyến.  Nó cũng đánh dấu lần thứ tư Giải Oscar bị hoãn lại và lần đầu tiên kể từ Giải Oscar lần thứ 6, trong đó các bộ phim được phát hành trong hai năm khác nhau sẽ đủ điều kiện để tranh giải trong cùng một buổi lễ.

## Đoạt giải và đề cử
Các đề cử cho Giải Oscar lần thứ 93 được Priyanka Chopra Jonas và Nick Jonas công bố vào ngày 15 tháng 3 năm 2021 trong một buổi lễ trực tuyến được phát chiếu toàn cầu trên trang web chính thức.
Các phim hay nhân vật đoạt giải sẽ được tô đậm và được đánh dấu bằng dấu hiệu ‡.
| Phim hay nhất - Nomadland – Mollye Asher, Dan Janvey, Frances McDormand, Peter Spears và Chloé Zhao ‡ - The Father – Philippe Carcassonne, Jean-Louis Livi và David Parfitt - Judas and the Black Messiah – Ryan Coogler, Charles D. King và Shaka King - Mank – Ceán Chaffin, Eric Roth và Douglas Urbanski - Khát vọng đổi đời – Christina Oh - Cô gái trẻ hứa hẹn – Ben Browning, Emerald Fennell, Ashley Fox và Josey McNamara - Sound of Metal – Bert Hamelinck và Sacha Ben Harroche - Phiên tòa Chicago 7 – Stuart M. Besser và Marc Platt | Đạo diễn xuất sắc nhất - Chloé Zhao – Nomadland ‡ - Thomas Vinterberg – Another Round - David Fincher – Mank - Lee Isaac Chung – Khát vọng đổi đời - Emerald Fennell – Cô gái trẻ hứa hẹn |
| Nam diễn viên chính xuất sắc nhất - Anthony Hopkins – The Father vai Anthony ‡ - Riz Ahmed – Sound of Metal vai Ruben Stone - Chadwick Boseman (truy cử) – Điệu blues của Ma Rainey vai Levee Green - Gary Oldman – Mank vai Herman J. Mankiewicz - Steven Yeun – Khát vọng đổi đời vai Jacob Yi | Nữ diễn viên chính xuất sắc nhất - Frances McDormand – Nomadland vai Fern ‡ - Viola Davis – Điệu blues của Ma Rainey vai Ma Rainey - Andra Day – The United States vs. Billie Holiday vai Billie Holiday - Vanessa Kirby – Những mảnh vỡ của người phụ nữ vai Martha Weiss - Carey Mulligan – Cô gái trẻ hứa hẹn vai Cassandra "Cassie" Thomas |
| Nam diễn viên phụ xuất sắc nhất - Daniel Kaluuya – Judas and the Black Messiah vai Fred Hampton‡ - Sacha Baron Cohen – Phiên tòa Chicago 7 vai Abbie Hoffman - Leslie Odom Jr. – One Night in Miami... vai Sam Cooke - Paul Raci – Sound of Metal vai Joe - Lakeith Stanfield – Judas and the Black Messiah vai William "Bill" O'Neal | Nữ diễn viên phụ xuất sắc nhất - Youn Yuh-jung – Khát vọng đổi đời vai Soon-ja ‡ - Maria Bakalova – Borat Subsequent Moviefilm vai Tutar Sagdiyev - Glenn Close – Khúc bi ca từ nguồn cội vai Bonnie "Mamaw" Vance - Olivia Colman – The Father vai Anne - Amanda Seyfried – Mank vai Marion Davies |
| Kịch bản gốc xuất sắc nhất - Cô gái trẻ hứa hẹn – Emerald Fennell‡ - Judas and the Black Messiah – Kịch bản của Will Berson và Shaka King; cốt chuyện của Berson, King, Keith Lucas và Kenny Lucas - Khát vọng đổi đời – Lee Isaac Chung - Sound of Metal – Kịch bản của Abraham Marder và Darius Marder; cốt chuyện của Derek Cianfrance và D. Marder - Phiên tòa Chicago 7 – Aaron Sorkin | Kịch bản chuyển thể xuất sắc nhất - The Father – Christopher Hampton và Florian Zeller, phỏng theo vở kịch của Zeller‡ - Borat Subsequent Moviefilm – Kịch bản của Sacha Baron Cohen, Peter Baynham, Jena Friedman, Anthony Hines, Lee Kern, Dan Mazer, Erica Rivinoja and Dan Swimer; cốt chuyện của Baron Cohen, Hines, Nina Pedrad and Swimer; dựa theo nhân vật của Baron Cohen - Nomadland – Chloé Zhao, dựa theo quyển sách của Jessica Bruder - One Night in Miami... – Kemp Powers, dựa theo vở kịch của mình - Cọp trắng – Ramin Bahrani, dựa theo tiểu thuyết của Aravind Adiga   |
| Phim hoạt hình hay nhất - Cuộc sống nhiệm màu – Pete Docter và Dana Murray ‡ - Truy tìm phép thuật – Dan Scanlon và Kori Rae - Vươn tới cung trăng – Peilin Chou, Glen Keane và Gennie Rin - Shaun the Sheep Movie: Người bạn ngoài hành tinh – Will Becher, Paul Kewley và Richard Phelan - Huyền thoại người hóa sói – Tomm Moore, Stéphan Roelants, Ross Stewart và Paul Young | Phim quốc tế xuất sắc nhất - Another Round (Đan Mạch) bằng tiếng Đan Mạch – đạo diển Thomas Vinterberg‡ - Em của thời niên thiếu (Hồng Kông) bằng Quan thoại – đạo diễn Tăng Quốc Tường - Collective (Romania) bằng tiếng Romania – đạo diễn Alexander Nanau - The Man Who Sold His Skin (Tunisia) bằng tiếng Ả Rập – đạo diễn Kaouther Ben Hania - Quo Vadis, Aida? (Bosnia và Herzegovina) bằng tiếng Bosnia – đạo diễn Jasmila Žbanić |
| Phim tài liệu hay nhất - Cô giáo bạch tuộc – Pippa Ehrlich, Craig Foster và James Reed ‡ - Collective – Alexander Nanau và Bianca Oana - Trại hè tật nguyền: Tàn nhưng không phế – Sara Bolder, Jim LeBrecht và Nicole Newnham - The Mole Agent – Maite Alberdi và Marcela Santibáñez - Time – Garrett Bradley, Lauren Domino và Kellen Quinn | Phim tài liệu ngắn hay nhất - Colette – Alice Doyard và Anthony Giacchino ‡ - A Concerto Is a Conversation – Kris Bowers và Ben Proudfoot - Do Not Split – Charlotte Cook và Anders Hammer - Hunger Ward – Skye Fitzgerald và Michael Shueuerman - Bài ca dành tặng Latasha – Sophia Nahali Allison và Janice Duncan |
| Phim ngắn người đóng hay nhất - Hai người xa lạ – Travon Free và Martin Desmond Roe ‡ - Feeling Through – Doug Roland và Susan Ruzenski - The Letter Room – Elvira Lind và Sofia Sondervan - The Present – Ossama Bawardi và Farah Nabulsi - White Eye – Shira Hochman và Tomer Shushan | Phim hoạt hình ngắn hay nhất - Dù có ra sao, con vẫn yêu bố mẹ – Michael Govier và Will McCormack ‡ - Burrow – Michael Capbarat và Madeline Sharafian - Genius Loci – Adrien Mérigeau và Amaury Ovise - Opera – Erick Oh - Yes-People – Arnar Gunnarsson và Gísli Darri Halldórsson |
| Nhạc phim hay nhất - Cuộc sống nhiệm màu – Trent Reznor, Atticus Ross and Jon Batiste ‡ - Năm chiến hữu – Terence Blanchard - Mank – Trent Reznor and Atticus Ross - Khát vọng đổi đời – Emile Mosseri - Chuyến đi định mệnh – James Newton Howard | Ca khúc trong phim hay nhất - "Fight for You" từ Judas and the Black Messiah – Nhạc của D'Mile and H.E.R.; lời của H.E.R. và Tiara Thomas ‡ - "Hear My Voice" từ Phiên tòa Chicago 7 – Nhạc của Daniel Pemberton; lời của Celeste và Pemberton - "Husavik" từ Cuộc thi ca khúc truyền hình Eurovision: Câu chuyện về Fire Saga – Nhạc và lời của Rickard Göransson, Fat Max Gsus và Savan Kotecha - "Io sì (Seen)" từ Cuộc đời phía trước – Nhạc của Diane Warren; lời của Laura Pausini và Warren - "Speak Now" từ One Night in Miami... – Nhạc và lời của Sam Ashworth và Leslie Odom Jr. |
| Biên tập âm thanh xuất sắc nhất - Sound of Metal – Jaime Baksht, Nicolas Becker, Philip Bladh, Carlos Cortés và Michelle Couttolenc ‡ - Chiến hạm thủ lĩnh – Beau Borders, Michael Minkler, Warren Shaw và David Wyman - Mank – Ren Klyce, Drew Kunin, Jeremy Molod, Nathan Nance và David Parker - Chuyến đi định mệnh – William Miller, John Pritchett, Mike Prestwood Smith và Oliver Tarney - Cuộc sống nhiệm màu – Coya Elliot, Ren Klyce và David Parker                                                                                    | Thiết kế sản xuất xuất sắc nhất - Mank – Thiết kế sản xuất: Donald Graham Burt; Trang trí bối cảnh: Jan Pascale ‡ - The Father – Thiết kế sản xuất: Peter Francis; Trang trí bối cảnh: Cathy Featherstone - Điệu blues của Ma Rainey – Thiết kế sản xuất: Mark Ricker; Trang trí bối cảnh: Karen O'Hara và Diana Sroughton - Chuyến đi định mệnh – Thiết kế sản xuất: David Crank; Trang trí bối cảnh: Elizabeth Keenan - Tenet – Thiết kế sản xuất: Nathan Crowley; Trang trí bối cảnh: Kathy Lucas                                                                                        |
| Quay phim xuất sắc nhất - Mank – Erik Messerschmidt ‡ - Judas and the Black Messiah – Sean Bobbitt - Chuyến đi định mệnh – Dariusz Wolski - Nomadland – Joshua James Richards - Phiên tòa Chicago 7 – Phedon Papamichael | Hóa trang và làm tóc xuất sắc nhất - Điệu blues của Ma Rainey – Sergio Lopez-Rivera, Mia Neal và Jamika Wilson‡ - Emma. – Laura Allen, Marese Langan và Claudia Stolze - Khúc bi ca từ nguồn cội – Patricia Dehaney, Eryn Krueger Mekash và Matthew W. Mungle - Mank – Colleen LaBaff, Kimberley Spiteri và Gigi Williams - Cậu bé người gỗ Pinocchio – Dalia Colli, Mark Coulier và Francesco Pegoretti |
| Thiết kế phục trang đẹp nhất - Điệu blues của Ma Rainey – Ann Roth ‡ - Emma. – Alexandra Byrne - Mank – Trish Summerville - Hoa Mộc Lan – Bina Daigeler - Cậu bé người gỗ Pinocchio – Massimo Cantini Parrini | Dựng phim xuất sắc nhất - Sound of Metal – Mikkel E.G. Nielsen ‡ - The Father – Yorgos Lamprinos - Nomadland – Chloé Zhao - Cô gái trẻ hứa hẹn – Frédéric Thoraval - Phiên tòa Chicago 7 – Alan Baumgarten |
| Hiệu ứng hình ảnh xuất sắc nhất - Tenet – Scott R. Fisher, Andrew Jackson, David Lee và Andrew Lockley ‡ - Love and Monsters – Genevieve Camailleri, Brian Cox, Matt Everitt và Matt Sloan - Lấp lánh trời đêm – Matthew Kasmir, Chris Lawrence, Max Solomon và David Watkins - Hoa Mộc Lan – Sean Andrew Faden, Steve Ingram, Anders Langlands và Seth Maury - The One and Only Ivan – Nick Davis, Greg Fisher, Ben Jones và Santiago Colomo Martinez                                                                                            | |

### Giải Ban Thống đốc
Viện Hàn lâm đã hủy bỏ Giải Ban Thống đốc thường niên do đại dịch COVID-19 và dự tính đưa những người thắng cuộc trong lễ trao giải chính. Đây là năm đầu tiên Giải Ban Thống đốc không có ai chính thức thắng Giải Oscar danh dự.

#### Giải Nhà nhân đạo Jean Hersholt
- Tyler Perry – vì các hoạt động nhân đạo và từ thiện trong những năm gần đây, kể cả các nỗ lực đối phó nạn vô gia cư và những khó khăn kinh tế trong cộng đồng của mình.
- Quỹ Điện ảnh & Truyền hình – được tôn vinh vì những dịch vụ cứu tế cảm xúc và tài chính cho cộng đồng giải trí.

### Phim nhiều đề cử
| Số đề cử | Phim                        |
| -------- | --------------------------- |
| 10       | Mank                        |
| 6        | The Father                  |
| 6        | Judas and the Black Messiah |
| 6        | Khát vọng đổi đời           |
| 6        | Nomadland                   |
| 6        | Sound of Metal              |
| 6        | Phiên tòa Chicago 7         |
| 5        | Điệu blues của Ma Rainey    |
| 5        | Cô gái trẻ hứa hẹn          |
| 4        | Chuyến đi định mệnh         |
| 3        | One Night in Miami...       |
| 3        | Cuộc sống nhiệm màu         |
| 2        | Another Round               |
| 2        | Borat Subsequent Moviefilm  |
| 2        | Collective                  |
| 2        | Emma.                       |
| 2        | Khúc bi ca từ nguồn cội     |
| 2        | Hoa Mộc Lan                 |
| 2        | Cậu bé người gỗ Pinocchio   |
| 2        | Tenet                       |

## Người trao giải và biểu diễn

### Người trao giải
| Tên                     | Vai trò                                                                          |
| ----------------------- | -------------------------------------------------------------------------------- |
| Regina King             | Trao giải Kịch bản gốc xuất sắc nhất và Kịch bản chuyển thể xuất sắc nhất        |
| Laura Dern              | Trao giải Phim quốc tế hay nhất and Nam diễn viên phụ xuất sắc nhất              |
| Don Cheadle             | Trao giải Hóa trang và làm tóc xuất sắc nhất and Thiết kế sản xuất xuất sắc nhất |
| Bryan Cranston          | Trao giải Nhà nhân đạo Jean Hersholt cho Quỹ Điện ảnh & Truyền hình              |
| Bong Joon-hoSharon Choi | Trao giải Đạo diễn xuất sắc nhất                                                 |
| Riz Ahmed               | Trao giải Biên tập âm thanh xuất sắc nhất và Phim ngắn người đóng hay nhất       |
| Reese Witherspoon       | Trao giải Phim hoạt hình ngắn hay nhất và Phim hoạt hình hay nhất                |
| Marlee MatlinJack Jason | Trao giải Phim tài liệu ngắn hay nhất và Phim tài liệu hay nhất                  |
| Steven Yeun             | Trao giải Hiệu ứng hình ảnh xuất sắc nhất                                        |
| Brad Pitt               | Trao giải Nữ diễn viên phụ xuất sắc nhất                                         |
| Halle Berry             | Trao giải Thiết kế sản xuất xuất sắc nhất và Quay phim xuất sắc nhất             |
| Harrison Ford           | Trao giải Dựng phim xuất sắc nhất                                                |
| Viola Davis             | Trao giải Nhà nhân đạo Jean Hersholt cho Tyler Perry                             |
| Angela Bassett          | Trao giải Phim hay nhất                                                          |
| Rita Moreno             | Giới thiệu đoạn tưởng niệm những nhân vật đã khuất                               |
| Joaquin Phoenix         | Trao giải Nữ diễn viên chính xuất sắc nhất                                       |
| Renée Zellweger         | Trao giải Nam diễn viên chính xuất sắc nhất                                      |
| Zendaya                 | Trao giải Nhạc phim hay nhất và Ca khúc trong phim hay nhất                      |

### Biểu diễn
Các màn biểu diễn của các đề cử cho Ca khúc hay nhất được diễn ra trong buổi trình diễn trước lễ, Oscars: Into the Spotlight. Bốn cuộc biểu diễn được quay trên sân thượng của Viện bảo tàng Phim ảnh của Viện Hàn lâm, còn bài "Husavik" được biểu diễn tại địa điểm của bài hát là Húsavík, Iceland.
| Tên             | Vai trò          | Biểu diễn                                                                     |
| --------------- | ---------------- | ----------------------------------------------------------------------------- |
| Questlove       | Đạo diễn âm nhạc |                                                                               |
| Molly Sandén    | Diễn xuất        | "Husavik" từ Cuộc thi ca khúc truyền hình Eurovision: Câu chuyện về Fire Saga |
| Laura Pausini   | Diễn xuất        | "Io sì (Seen)" từ Cuộc đời phía trước                                         |
| Celeste         | Diễn xuất        | "Hear My Voice" từ Phiên tòa Chicago 7                                        |
| Leslie Odom Jr. | Diễn xuất        | "Speak Now" từ One Night in Miami...                                          |
| H.E.R.          | Diễn xuất        | "Fight for You" từ Judas and the Black Messiah                                |

### Phim giới thiệu
Ngày 22 tháng 4, các hãng phim 20th Century Studios, Searchlight Pictures và Warner Bros. Pictures cho biết sẽ công bố các đoạn giới thiệu phim sắp công chiếu trong lễ trao giải, với một nhân vật từ phim đó giới thiệu đoạn phim.  Trong một cuộc phỏng vấn với Adweek, Jerry Daniello (Phó chủ tịch Disney Ad Sales) giải thích rằng hành động này sẽ "củng cố chủ đề năm nay rằng Oscar sẽ có cảm giác như là một bộ phim thay vì một lễ trao giải."
| Tên                | Vai trò                                                                            |
| ------------------ | ---------------------------------------------------------------------------------- |
| Ariana DeBose      | Giới thiệu phim Câu chuyện phía Tây                                                |
| Lin-Manuel Miranda | Giới thiệu phim In the Heights: Giấc mơ New York                                   |
| Questlove          | Giới thiệu phim Summer of Soul (...Or, When the Revolution Could Not Be Televised) |

## Thông tin buổi lễ

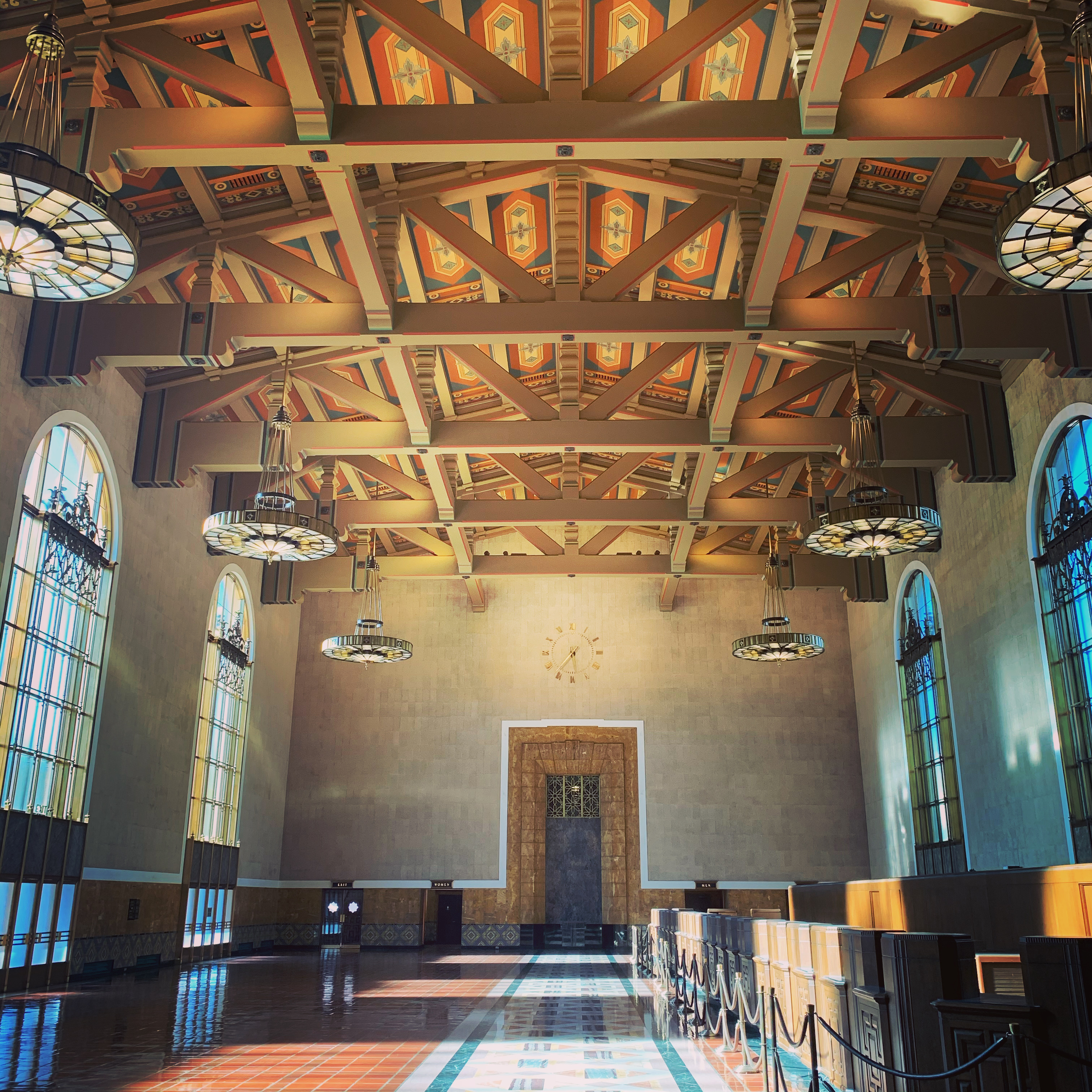
Sảnh vé ban đầu của Ga Liên Hiệp Los Angeles, nơi buổi lễ sẽ được tổ chức.

Tại buổi họp của ban thống đốc vào ngày 28 tháng 4 năm 2020, Viện Hàn lâm đã biểu quyết gộp lại hai đề mục Biên tập âm thanh xuất sắc nhất và Hòa âm hay nhất thành một giải là Âm thanh hay nhất (giảm tổng số đề mục xuống còn 23). Ban âm thanh đã đưa ra lo ngại rằng hai hạng mục có quá nhiều phạm vi tương đồng. Điều lệ cho hạng mục Nhạc phim hay nhất nay đòi hỏi nhạc phim phải có ít nhất 60% sáng tác gốc, và các phim trong loạt phim hay phim đoạn tiếp phải có ít nhất 80% nội dung nhạc mới. Lần đầu tiên, quyền bỏ phiếu hạng mục Phim quốc tế xuất sắc nhất được mở rộng cho mọi thành viên trong Viện Hàn lâm.
Theo sáng kiến bảo vệ môi trường của Viện, sau Giải Oscar lần thứ 93 sẽ không còn phân phối những phiên bản vật chất của phim nữa. Kể từ sau đó, những phiên bản để xem thử sẽ chỉ được phân phối qua những "Phòng Xem phim Viện Hàn Lâm" mà chỉ các thành viên mới vào được.
Ngày 8 tháng 12 năm 2020, Stacey Sher, và Steven Soderbergh được công bố làm nhà sản xuất cho buổi lễ. Glenn Weiss được chọn làm đạo diễn. Vì các lo ngại liên quan đến đại dịch COVID-19, lễ trao giải chính được tổ chức tại Nhà ga Liên hiệp ở Los Angeles thay vì địa điểm thường lệ là Dolby Theatre. Các cuộc biểu diễn cho các đề cử Ca khúc trong phim hay nhất sẽ được chiếu tại chương trình trước lễ thay vì trong buổi lễ, và hầu hết được biểu diễn trên sân thượng của Viện bảo tàng Phim ảnh của Viện hàn lâm.
Đây là buổi lễ thứ ba liên tục mà không có người nào làm chủ chương trình duy nhất. Để củng cố mục đích sản xuất lễ như một bộ phim, ngày 12 tháng 4 Viện Hàn lâm đã công bố danh sách "dàn diễn viên" 15 người sẽ tham gia buổi lễ, kể cả Angela Bassett, Halle Berry, Bong Joon Ho, Don Cheadle, Bryan Cranston, Laura Dern, Harrison Ford, Regina King, Marlee Matlin, Rita Moreno, Joaquin Phoenix, Brad Pitt, Reese Witherspoon, Renée Zellweger, và Zendaya. Trong danh sách này có hết 4 diễn viên chiến thắng các hạng mục diễn xuất trong lễ trao giải lần thứ 92, tiếp tục truyền thống các hạng mục diễn xuất được người chiến thắng năm trước trao giải.
Chỉ đạo âm nhạc buổi lễ là Questlove; ông đóng vai trò này cùng vai trò DJ của lễ trao giải. Âm nhạc của lễ được hòa âm từ những tác phẩm do ban nhạc của ông là The Roots sáng tác, mà không có sự hiện diện của dàn nhạc giao hưởng.